# Општина Источни Дрвар
Општина Источни Дрвар се налази у Републици Српској, Босни и Херцеговини. Сједиште општине се налази у насељеном мјесту Потоци. Према подацима Агенције за статистику Босне и Херцеговине на попису становништва 2013. године, у општини је пописано 79 лица.

## Општина
Према Закону о територијалној организацији и локалној самоуправи Републике Српске из 1994. године, једна од општина у Републици Српској је била и општина Дрвар која је укључивала сва насељена мјеста бивше југословенске општине Дрвар.
Након операције „Маестрал 2”, агресије хрватске војске на Републику Српску и окупације западних дијелова Српске, формално престаје да постоји општина Дрвар у саставу Републике Српске. На дијелу бивше ратне општине Дрвар, а под називом Српски Дрвар након потписивања Дејтонског споразума и повратка дела прогнаног српског становништва, основана је данашња општина Источни Дрвар.

## Географија

### Положај
Општина Источни Дрвар спада у ред изразито неразвијених општина. Простире се на површини од 75,3 km² у западном дијелу Републике Српске, док је комплетна територија општине смјештена на планини Клековачи. На територији општине нема ријечних токова. Општина Источни Дрвар граничи се са општинама Рибник и Петровац у Републици Српској, и општином Дрвар у Федерацији БиХ. Према Просторном плану Републике Српске општина Источни Дрвар је смјештена у субрегији Мркоњић Град, регије Бања Лука. Најближе веће насељено мјесто, уједно и центар ове субрегије је Мркоњић Град.

### Насеља
У општини се налазе следећа насеља са свеукупно 79 становника: Потоци, Срнетица, Увала, док насеља Горња Увала, Дражићи, Ресановача и Шкрбићи немају статус насељених мјеста, већ се Уредбом о насељеним мјестима која чине подручје јединице локалне самоуправе Републике Српске воде као дијелови насељеног мјеста Увала.
Насељена мјеста предратне општине: Аташевац, Бастаси, Брда, Бунчевац, Видово Село, Врточе, Груборски Наслон, Дрвар, Дрвар Село, Заглавица, Жупа, Жупица, Каменица, Љесковица, Мокроноге, Мотике, Мрђе, Подић, Подови, Пољице, Прекаја, Трнинић Бријег, Шајиновац и Шиповљани из старе општине Дрвар (Титов Дрвар) су после Дејтонског споразума припали Федерацији БиХ и даље чине општину Дрвар, док насељена места: Бобољусци, Босански Осредци, Горњи Тишковац, Велики Цвјетнић, Велико Очијево, Мали Цвјетнић, Мало Очијево, Мартин Брод, Очигрије, Палушци и Трубар више нису део општине Дрвар, већ припадају општини Бихаћ.

### Природна добра
На територији општине Источни Дрвар се налази заштићено природно добро Републике Српске, прашума Лом, која представља заштићени строги природни резерват у Републици Српској. Заузима површину од 297,8 хектара и простире се на територији Петровца и Источног Дрвара. Према класификацији Међународне уније за заштиту природе, Прашума Лом је заштићена највишом категоријом заштите Ia.1. Парк природе Клековача-Срнетица је подручје за које је израда стручних основа у току. Према класификацији спада у природна добра V категорије.

## Историја
Насеље Срнетица, иако данас без становника, до 1976. године је била варош са 2.500 становника и 3.000 радника. Срнетица је некад била највећи жељезнички чвор на ускотрачној прузи у југоисточној Европи, а као једна од радничких колонија „Шипада”, почела се градити пред сам почетак Првог свјетског рата. Пруга у Срнетици је прављена за вријеме Аустроугарске, како би се олакшао превоз шуме, коју је тадашња власт масовно експлоатисала. Срнетица је тада била варош са развијеном инфраструктуром и великим бројем објеката. Поред великог броја индивидуалних и колективних објеката за становање, Срнетица је имала цркву посвећену Светом Ђорђу, продавницу, ресторан, амбуланту, мјесну канцеларију, пошту, апотеку, биоскопску салу. Након укидања пруге 1976. године становништво се масовно иселило из овог насеља, а сама варош је остала напуштена и препуштена зубу времена. Посљедњи становник Срнетице био је Блажо Ђаковић који је убијен током операције „Маестрал 2”.
Током љета 1991. године, поред осталих формирана је Заједница општина Босанске Крајине, која 12. септембра званично мијења име у САО Босанска Крајина. Једна од општина које су ушле у састав САО Босанске Крајине, је и бивша југословенска општина Дрвар у којој је живјело 16.608 Срба, а који су чинили 96,97% становништва општине Дрвар. Током Одбрамбено-отаџбинског рата, комплетна општина Дрвар је егзистирала у саставу Републике Српске, а подручје ове општине је била зона одговорности 1. дрварске лаке пјешадијске бригаде. Током операције „Маестрал 2”, заједничке војне операције хрватских и бошњачких снага у којој су исте убиле 655 и прогнале око 125.000 српских становника Републике Српске., 13. септембра, 7. гардијска бригада ХВ-а заузима Дрвар, чиме формално престаје да постоји општина Дрвар у саставу Републике Српске. Припадници јединице „Пуме” у саставу Војске Републике Хрватске су у септембру 1995. убиле шест старијих Срба из насеља Потоци, које ће касније постати сједиште општине Српски Дрвар. Овом приликом су убијени Рада Марчета, Даница Марчета, Ана Марчета, Јована Марчета, Стево Дамјановић и Блажо Ђаковић.
Након потписивања Дејтонског споразума, територија некадашње општине Дрвар је подијељена ентитетском линијом. Од дијела који је припао Федерацији БиХ одвојен је западни дио и припојен општини Бихаћ, а од дијела који је припао Републици Српској формирана је општина Српски Дрвар. Повратком становништва, прогнаног током операције Маестрал 2, успостављена је власт на овом подручју, а општина Српски Дрвар је и формално заживјела. На локалним изборима у БиХ 1997. године у Српском Дрвару побједу је однијела Странка Дрварчана, која је дала и првог начелника ове општине.
Назив Српски Дрвар је одлуком Уставног суда БиХ проглашен неуставним и дискриминаторским према Бошњацима, Хрватима и осталим грађанима који нису српске националности, па је општини одлуком Народне скупштине Републике Српске промењено име у Источни Дрвар.

## Политичко уређење

### Општинска администрација
Начелник општине представља и заступа општину и врши извршну функцију у Источном Дрвару. Избор начелника се врши у складу са изборним Законом Републике Српске и изборним Законом БиХ. Општинску администрацију, поред начелника, чини и скупштина општине. Институционални центар општине Источни Дрвар је насеље Потоци, гдје су смјештени сви општински органи.
Начелник општине Источни Дрвар је Милка Иванковић испред ЗСД, која је на ту функцију ступила након локалних избора у Босни и Херцеговини 2024. године. Састав скупштине општине Источни Дрвар је приказан у табели.

### Повјереништво за Општину Дрвар
Повјереништво за Општину Дрвар је формирано 1996. године на основу Тачке 2. Амандмана XXXV на Устав Републике Српске и Тачке 2. Одлуке о образовању повјереништава за општине односно подручја која су у цјелини или дјелимично ушла у састав Федерације БиХ. Повјереништво општине извршава налоге Народне скупштине, Предсједника Републике и Владе Републике Српске и врши послове из надлежности Скупштине општине и Извршног одбора ускладу са законом. Сједиште повјереништва је било у Бања Луци. Повјереништво је образовано у сљедећем саставу:
1. Маринко Трнинић, предсједник,
2. Ратко Бајић,
3. Грујица Адамовић,
4. Мирко Јовичић,
5. Драго Баук,
6. Урош Родић,
7. Чедомир Кукољ.

### Jавне установе
На територији општине, као једна од организационих јединица Шума Српске, послује шумско газдинство „Клековача-Потоци”. Шумско газдинство „Клековача-Потоци” управља и газдује са шумама и шумским земљиштем на шумскопривредном подручју општине Источни Дрвар. Предузеће је основано 1993. године као Шумско газдинство „Клековача”, од када дјелује у саставу Шума Српске. Дејтонским споразумом већи дио општине Дрвар припао је Федерацији БиХ, а за преостали дио шума и шумског земљишта који је припао Републици Српској основано је шумскопривредно подручје општине Источни Дрвар којим газдује Шумско газдинство „Клековача-Потоци”.
У општини функционише и организациона јединица у саставу Пошта Српске.
Становништво општине, примарну здравствену заштиту обавља у склопу Јавне здравствене установе Дом здравља „Др Душан Марчета”, који је такође смјештен у централном насељу општине. Током Одбрамбено-отаџбинског рата, становништво Дрвара је секундарну здравствену заштиту остваривало у склопу Јавне здравствене установе Општа болница Дрвар, коју је Влада Републике Српске основала 20. јуна 1994. године.

## Образовање
Према Одлуци о привременом броју и просторном распореду основних школа у Републици Српској из 1994. којом се утврђује број и просторни распоред основних школа као и број издвојених одјељења основних школа у Републици Српској, на територији Општине Дрвар, егзистирала је Основна школа „Славко Родић” са сједиштем у Дрвару. Одлуком о привременом броју, структури и просторном распореду средњих школа на територији Републике Српске из 1995. утврђено је да се средње образовање на територији општине Дрвар остварује кроз Школски центар „Марија Бурсаћ” у коме је настава организована у гимназији, смјеру за шумарство и обраду дрвета и смјеру за машинство и обраду метала. У Источном Дрваrу данас, не егзистира ни једна школска установа.

## Спорт
Два су спортска колектива регистрована на територији општине; Фудбалски клуб Борац, основан 1924. године у Дрвару, који и данас користи спортске терене у федералном Дрвару, гдје игра утакмице у склопу Четврте лиге Републике Српске у фудбалу група Бања Лука. и кошаркашки клуб Борац '72, који се од сезоне 2016/17 такмичи у склопу, Друге лиге Републике Српске у кошарци, група Запад.

## Религија
На територија општине Источни Дрвар, највећи број становништва, је православне вјероисповијести, и припадају српској православној цркви. Једини вјерски објекат на територији општине је храм Свете Марије Магдалине равноапостолне у селу Увала, који је освештао 4. августа 2016. године, Епископ бихаћко-петровачки Атанасије.

## Привреда
Носиоци развоја на подручју Источног Дрвара су шумарство и дрвопрерађивачка индустрија. На територији општине налази се одређен број пилана, гдје је запослен највећи број становника ове, као и одређен број сусједних општина. Становништво се поред овога у мањој мјери бави пољопривредом и сточарством.

## Саобраћај
Путна инфраструктура у општини је у веома лошем стању, а сама општина Источни Дрвар није повезана асфалтним путем са другим општинама. Путеви који пресијецају територију општине су углавном макадамски, шумски, категорисани и некатегорисани путеви, који углавном служе за експлоатацију дрвне масе.

## Становништво

### Национални састав 2013. (коначни резултатиБХАС)
| Етнички састав према попису из 2013.‍ | Етнички састав према попису из 2013.‍ | Етнички састав према попису из 2013.‍ | Етнички састав према попису из 2013.‍ | Етнички састав према попису из 2013.‍ |
| ------------------------------------ | ------------------------------------ | ------------------------------------ | ------------------------------------ | ------------------------------------ |
|                                      |                                      |                                      |                                      |                                      |
| Срби                                 | Срби                                 |                                      | 78                                   | 98,73%                               |
| Хрвати                               | Хрвати                               |                                      | 1                                    | 1,26%                                |
| укупно: 79                           |                                      |                                      |                                      |                                      |

### Ранији пописи
По последњем службеном попису становништва из 1991. године, општина Дрвар је имала 17.126 становника, распоређених у 38 насељених места.
| Националност       | 1991.           | 1981.           | 1971.           |
| Срби               | 16.608 (96,97%) | 15.896 (88,39%) | 19.496 (97,16%) |
| Муслимани          | 33 (0,19%)      | 26 (0,14%)      | 213 (1,06%)     |
| Хрвати             | 33 (0,19%)      | 62 (0,34%)      | 141 (0,70%)     |
| Југословени        | 384 (2,24%)     | 1.842 (10,24%)  | 74 (0,36%)      |
| остали и непознато | 68 (0,39%)      | 157 (0,87%)     | 140 (0,69%)     |
| Укупно             | 17.126          | 17.983          | 20.064          |

У границама данашњих општина национални састав 1991. године је био следећи:
- Општина Дрвар (без дијела који је припао Републици Српској и без дијела који је ушао у састав општине Бихаћ)

укупно: 15.343
- Срби — 14.846 (96,76)
- Хрвати — 31 (0,20)
- Муслимани — 29 (0,18)
- Југословени — 370 (2,41)
- остали — 67 (0,45)
- Источни Дрвар

укупно: 61
- Срби — 60 (98,36)
- Муслимани — 1 (1,64)
- Хрвати — 0
- Југословени — 0
- остали — 0
- дио који је припао општини Бихаћ

укупно: 1.722
- Срби — 1.702 (98,83)
- Муслимани — 3 (0,17)
- Хрвати — 2 (0,11)
- Југословени — 14 (0,81)
- остали — 1 (0,08)